# Smoke on the Water
«Smoke on the Water» (en español «Humo sobre el Agua») es una canción del grupo de hard rock británico Deep Purple, incluida en su álbum Machine Head del año 1972. Se la reconoce por su sencillo riff de guitarra, compuesto por el guitarrista Ritchie Blackmore. Se ha convertido en uno de los riffs más famosos de la historia del rock a nivel mundial. La letra de la canción fue escrita por Ian Gillan, en la que narra los sucesos del incendio del Casino de Montreux en Suiza, lugar en el que la banda iba a grabar el álbum en el que esta canción viene incluida. La revista Rolling Stone ubicó a la canción en el puesto #434 en un listado de las "500 mejores canciones de todos los tiempos" y en el puesto #1 en el listado de «Las 50 mejores canciones heavies de la historia».

## Historia de la canción
La canción cuenta la historia del incendio del Casino de Montreux el 4 de diciembre de 1971, durante un concierto de Frank Zappa con The Mothers of Invention en el Festival de Jazz de Montreux. Durante el concierto una persona del público arrojó una bengala hacia el techo del escenario y provocó un incendio en el lugar. El casino era precisamente el sitio en donde Deep Purple iba a empezar a grabar al día siguiente el álbum Machine Head.

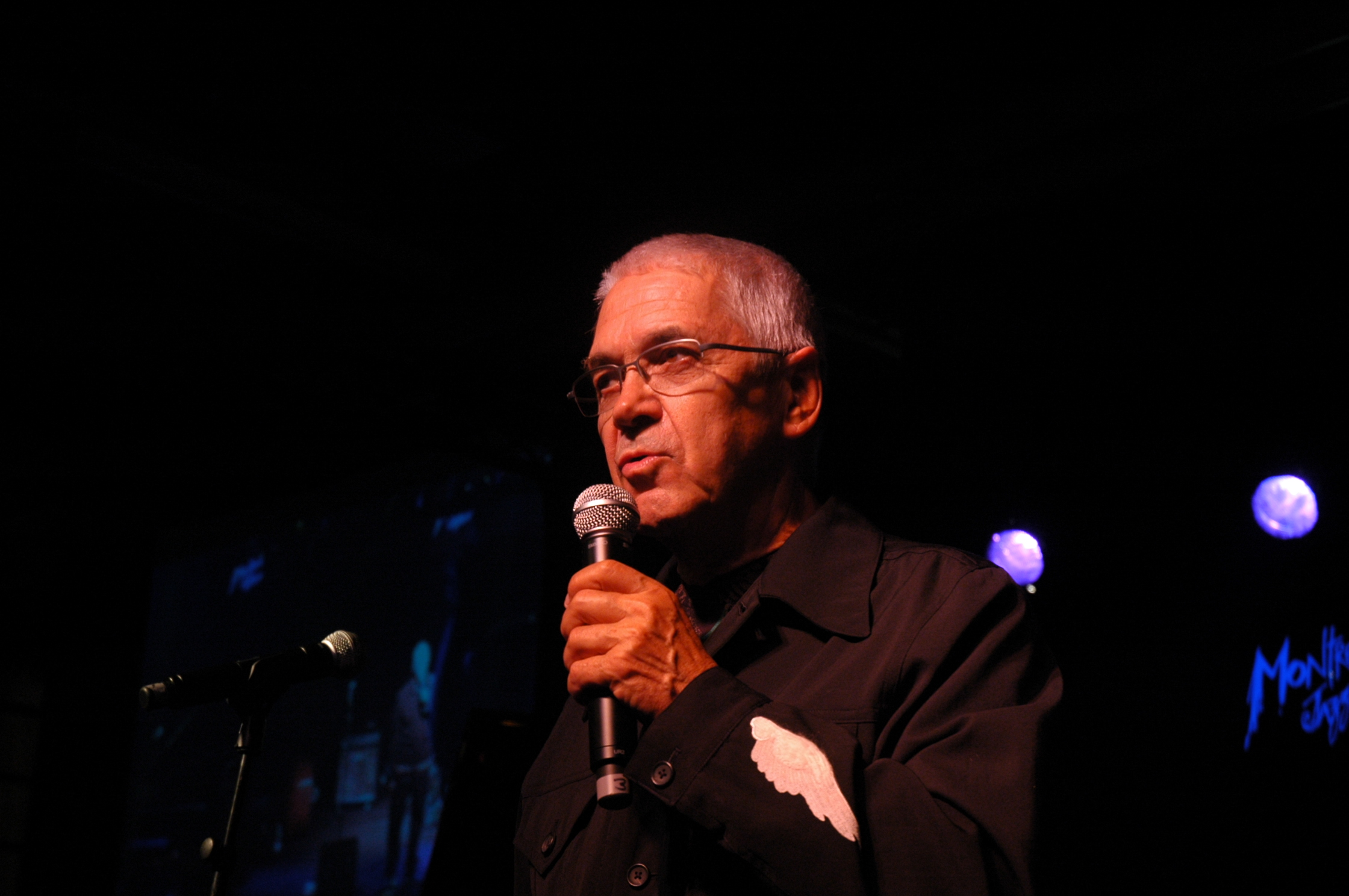
Claude Nobs “Funky Claude” (2006), director del Festival de Jazz de Montreux.

Ian Gillan, vocalista de la agrupación, decidió escribir la letra de la canción tomando como inspiración los acontecimientos. El humo del incendio sobre el lago Lemán inspiró al bajista Roger Glover para ponerle título a la canción. Aunque en un principio Gillan se opuso a usar este título por miedo a que se interpretase como un alegato en favor del consumo de marihuana.
La canción no tenía la intención de aparecer en el álbum Machine Head, pero se añadió por sugerencia de Claude Nobs, quien fue el productor y director del Festival de Jazz de Montreux, y ayudó a la banda a buscar un nuevo lugar para grabar su álbum tras el incendio. Nobs escuchó la recién compuesta canción de Deep Purple y pensó que sería una locura no incluirla en el álbum.

## Letra
| Original (en inglés)We all came out to Montreux On the Lake Geneva shoreline To make records with a mobile We didn't have much timeFrank Zappa and the Mothers Were at the best place around But some stupid with a flare gun Burned the place to the groundSmoke on the water, fire in the sky Smoke on the waterThey burned down the gambling house It died with an awful sound Funky Claude was running in and out Pulling kids out the groundWhen it all was over We had to find another place But Swiss time was running out It seemed that we would lose the raceSmoke on the water, fire in the sky Smoke on the waterWe ended up at the Grand Hotel It was empty, cold and bare But with the Rolling truck Stones thing just outside Making our music thereWith a few red lights and a few old beds We made a place to sweat No matter what we get out of this I know, I know we'll never forgetSmoke on the water, fire in the sky Smoke on the water | Traducción al españolVinimos todos a Montreux En la costa del Lago Ginebra. A grabar en un móvil No teníamos mucho tiempo.Frank Zappa and the Mothers Se encontraban en el mejor lugar de alrededor. Pero algún estúpido con una pistola de bengalas Quemó el lugar hasta los cimientos.Humo en el agua, fuego en el cielo. Humo en el aguaQuemaron la casa de juego. El lugar murió con un sonido horrible. Funky Claude entraba y salía corriendo Sacando a los niños del lugarCuando todo terminó Tuvimos que buscar otro lugar. Pero nuestro tiempo en Suiza se estaba agotando. Parecía que perderíamos la carrera.Humo en el agua, fuego en el cielo. Humo en el aguaTerminamos en el Grand Hotel. Estaba vacío, frío y desnudo, Pero con la cosa de Rolling Truck Stones justo afuera. Estuvimos haciendo nuestra música allí.Con algunas luces rojas y algunas camas viejas Hicimos nuestro lugar para trabajar. No importa lo que obtengamos de todo esto Lo sé, sé que nunca lo olvidaremos.Humo en el agua, fuego en el cielo. Humo en el agua |

## Música

Volando bajo

Es conocida por la simplicidad en la melodía del riff principal en tonalidad de Sol menor (G-Bb-C / G-Bb-Db-C / G-Bb-C / Bb-G), convirtiéndose así en la «Para Elisa» de la guitarra eléctrica, ya que muchos empiezan en el género rock con las notas de esta melodía. El riff de guitarra fue compuesto por el guitarrista Ritchie Blackmore y tocado con una guitarra Fender Stratocaster. El tecladista Jon Lord acompaña a la guitarra con un Órgano Hammond tocado a través de un amplificador Marshall distorsionado.
Se cree que el riff de la canción es un plagio del tema Maria Moita (1964) del cantautor brasileño Carlos Lyra. Ritchie Blackmore ha negado toda acusación de plagio, ya que él afirma en entrevistas que el riff se le vino a mente tras tocar el motivo principal de la quinta sinfonía de Beethoven al revés, a la cual decidió hacer una variación en el orden de acordes. Blackmore también decide tocarla en cuartas paralelas y con los dedos para supuestamente darle un sonido "medieval". El guitarrista ha bromeado diciendo que de deberle dinero a alguien, sería a Beethoven.

## Versiones
La canción ha sido versionada por numerosos artistas. Entre ellos se incluyen la banda de heavy metal Black Sabbath, Soulfly, la banda de power metal Metalium, la banda polaca de heavy metal Acid Drinkers, la banda de grunge Nirvana, la banda coreana de thrash metal Crash, la banda argentina de Hard Beat Electro Beat Cairo, Type O Negative, el artista canadiense Nash the Slash (renombrada 'Dopes on the Water'), Rock Aid Armenia, Santana con Jacoby Shaddix incluido en el álbum Guitar Heaven, The Greatest Guitar Classics of All Time (y en el disco tributo "Re-Mechined: A Tribute to Deep Purple´s machine Head"),  los brasileros Angra y Sepultura, la banda británica Iron Maiden, la banda estadounidense Metallica y una versión tropical del Sr Coconut (en español y también en inglés), la banda argentina de Electro Metal Reaktor 51, la banda parisina The Pink Turtle (que la llevan a un jazz gamberro)  entre otras.

## Posicionamiento en listas
| Lista (1973-77)                    | Mejor posición |
| ---------------------------------- | -------------- |
| Alemania (Media Control AG)        | 20             |
| Austria (Ö3 Austria Top 40)        | 11             |
| Bélgica (Flandes) (Ultratop 50)    | 27             |
| Canadá (RPM Top Singles)           | 2              |
| Estados Unidos (Billboard Hot 100) | 4              |
| Países Bajos (Dutch Top 40)        | 12             |
| Reino Unido (UK Singles Chart)     | 21             |

## Cultura popular
- El primer título para el tema fue «Durh! Durh! Durh!», aludiendo en forma de onomatopeya a las primeras notas del riff.[6]
- En un principio la canción no les pareció la gran cosa a los miembros de Deep Purple. Roger Glover admitió que no piensa que el tema sea para tanto.[15]
- Al salir el álbum, la banda no creyó que la canción fuera un éxito y por ello tardó en salir como sencillo. La banda decidió dar prioridad a temas como «Highway Star» y «Never Before».[16]
- La ciudad de Montreux colocó una escultura en honor de la canción a la orilla del lago Lemán.[16]
- El nuevo casino de Montreux muestra notas del riff de «Smoke on the Water» como decoración en su balaustrada que da a la sala de juego.[17]
- El guitarrista de heavy metal, Zakk Wylde, dijo en una entrevista que «Smoke on the Water» es uno de los mejores riffs de rock y metal que se han escrito. Y a manera de broma declaró sentir envidia por no haber sido él quien lo compuso.
- Se hace referencia al famoso riff en un episodio de la serie estadounidense Two and a Half Men, en el que el personaje Jake Harper está aprendiendo a tocar la guitarra y no para de tocar el riff de «Smoke on the Water» volviendo locos a todos a su alrededor.[18]